# Sundsbussarna

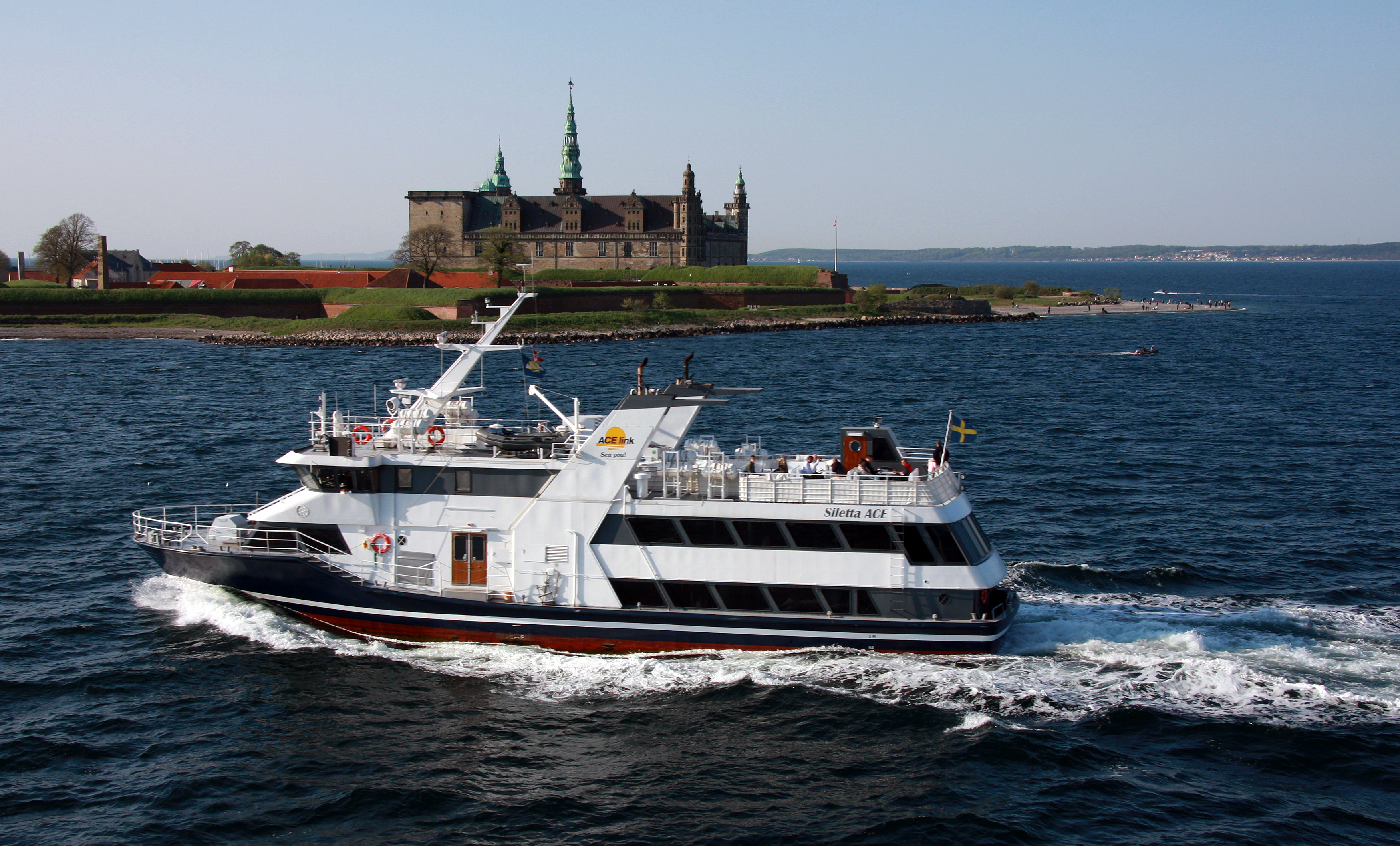
M/S Sundbuss Pernille (då M/S Siletta Ace) med Kronborg i bakgrunden på väg in i Helsingörs hamn.

Sundsbussarna, egentligen Sundbusserne A/S, är ett danskt rederi som trafikerar sträckan Helsingborg–Helsingör. Rederiet påbörjade sin trafik den 11 juli 2010 och trafikerade rutten med ett passagerarfartyg M/S Sundbuss Pernille fram till 2018 då linjen utökades med båten M/S Jeppe och året därpå med M/S Lea Elisabeth. Sedan utökningen har man även börjat med trafik till Bäckviken på Ven och Köpenhamn under högsäsong.
Rederiet bär samma namn som det ursprungliga företaget Sundbusserne, som grundades 1957, men är ett helt nytt företag. Ursprungliga Sundsbussarna bytte 2007 namn till Ace Link i samband med att företaget togs över av norska Eitzen Holding. Detta gick dock i konkurs i januari 2010.

## Historik

### Under familjen Moltzau
För att konkurrera med tåg- och bilfärjorna om de gående passagerarna startade den norske redaren Ragnar Moltzau den 28 mars 1958 trafik med rena passagerarfärjor, som kallades sundsbussar. De första sundsbussarna att trafikera sundet var M/S Henrik och M/S Pernille, som gjorde sammanlagt 21 turer om dagen. Med dessa fick passagerarna en snabb och bekväm överfart, vilket uppskattades så mycket av kunderna att det redan efterföljande år insattes ännu en, något större färja på rutten vid namn M/S Jeppe. Mellan 1959 och 1965 ökade färjetrafiken med närmare 60 procent mellan Helsingborg och Helsingör, vilket gjorde att Sundsbussarna kunde utöka sin verksamhet. Rederiets färjeterminal i Helsingborg var Gamla tullhuset, från vilken färjorna avgått sedan dess. År 2001 blev rederiet svenskregistrerat.

### Ace Link

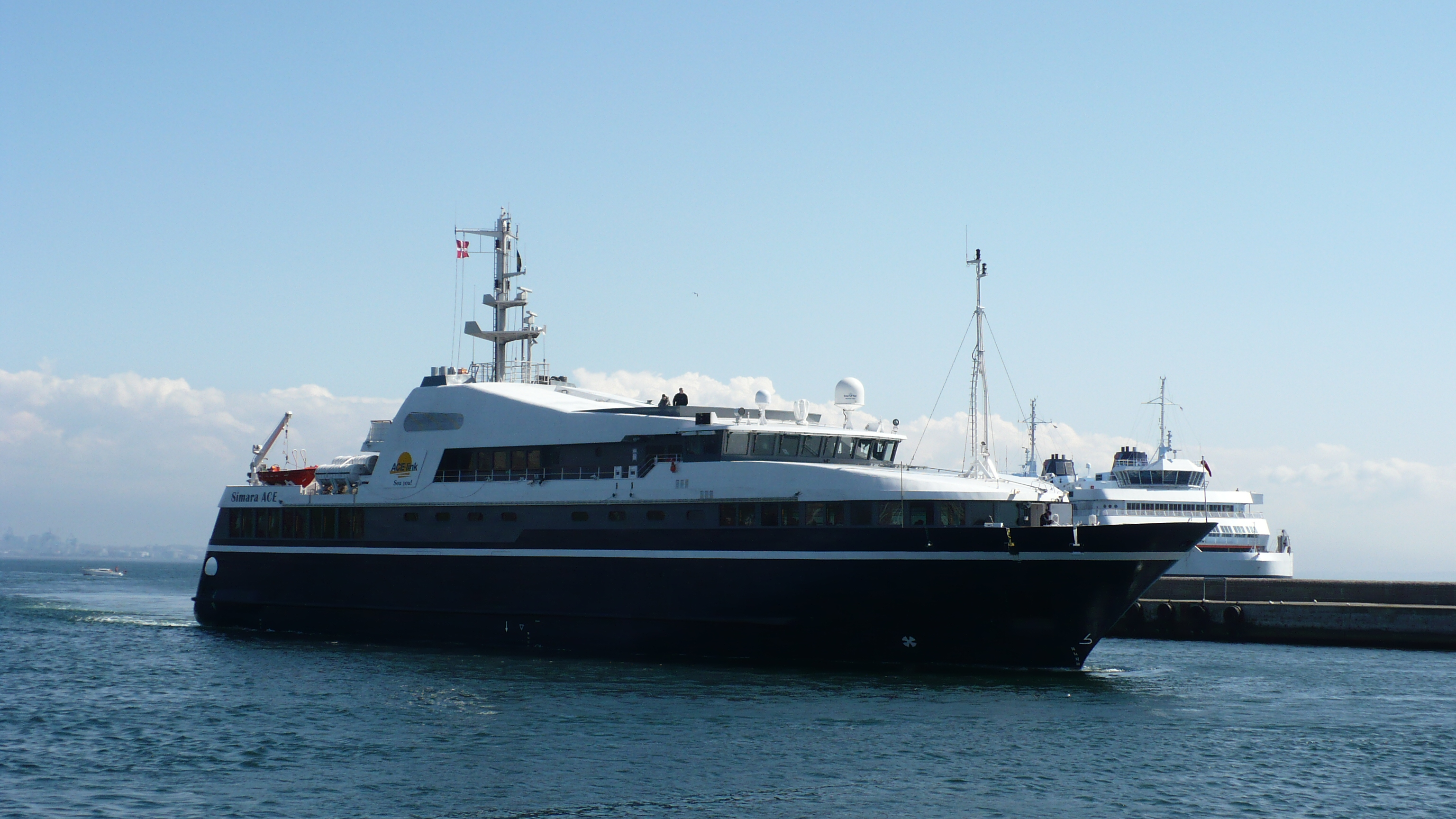
M/S Simara Ace.

Sundsbussarna drevs av familjen Moltzau under tre generationer fram till december 2006 då rederiet övertogs av Eitzen Holding. I samband med övertagandet bytte rederiet i maj 2007 namn till Ace Link, där ACE baseras på Eitzen Holdings ägares, Axel Camillo Eintzens, initialer. Den nya ägaren påbörjade en större satsning på rederiet med målsättningen att öka antalet passagerare från 1,2 miljoner per år till 1,6 miljoner. För att uppnå detta beställde man två nya fartyg, avsevärt större än de tidigare Sundsbussarna: M/S Simara Ace och M/S Siluna Ace, som sattes i trafik i slutet av 2007 respektive början av 2008. En annan anledning till införskaffandet av de nya fartygen var de hårdare miljökrav som beslutades om av Miljönämnden i Helsingborgs kommun den 28 september 2000. Av de äldre fartygen var det endast Sundbuss Pernille (III) som ansågs lönsam att bygga om med nytt avgasreningssystem. Fartyget döptes efter ombyggnaden om till M/S Siletta Ace. I samband med expansionsplanerna anställde företaget runt 50 ytterligare personer. Under de första fem månaderna av 2008 ökade antalet passagerare med 100 000, men under andra halvåret minskade antalet passagerare och det totala antalet för året uppgick till knappt över en miljon. På grund av detta lämnade Ace link i oktober samma år tillbaka en av sina färjor, Simara Ace, till leverantören Remontova samtidigt som 60 anställda sades upp.
Under 2009 fortsatte antalet passagerare vid rederiet att minska, vilket ledde till att företagets vd och styrelse byttes ut och senare under årets sades fler anställda upp. I oktober 2009 försattes den danska delen av rederiet under rekonstruktion och det visade sig att rederiet hade stora skulder, dels för de dyra fartygsinköpen, dels för obetalda hamnavgifter till hamnarna i Helsingborg och Helsingör dels till det norska moderbolaget. Man ansåg sig dock inte klara av en rekonstruktion på grund av sin företagsstruktur och den 4 januari 2010 begärdes företaget i konkurs.

### Nya Sundbusserne A/S
Efter Ace Links konkurs visade tre spekulanter intresse för att trafikera den nya rutten, bland annat Ace Links förra ägare, Eitzen Group. Dessa påbörjade i april 2010 förhandlingar med hamnarna i Helsingborg och Helsingör om en återkomst på rutten. En komplikation i förhandlingarna med Helsingörs hamn var dock Eitzen Groups ägarintresse i terminalen i Helsingör. Förhandlingarna med Helsingörs hamnstyrelse bröt dock samman den 20 april, då styrelsen inte ansåg att Eitzen Groups koncept, som bland annat innebar att man återinförde de större färjorna på rutten och endast seglade sommartid, var hållbart. Istället blev det ett nystartat rederi bildat av Geir Jansen, Mogens Worre Sørensen och Hans Froholt, vilka alla hade stor erfarenhet av rederibranschen, som fick ta över rutten. Bolaget, som tog det nygamla namnet Sundbusserne A/S, tecknade ett avtal med konkursboet efter Ace Link som bland annat bestod av tillstånd att hyra de gamla Sundsbussterminalerna, samt inköp av Siletta Ace, som därefter återgavs sitt gamla namn: M/S Sundbuss Pernille. Den 11 juli 2010 påbörjade rederiet turerna på HH-leden med Sundbuss Pernille.
Efter nystarten hade rederiet ambitionen att köra tätare turer genom förvärv av fler fartyg. Under 2018 kunde Sundsbussarna köpa M/S Jeppe från Spar Shipping i Köpenhamn som trafikerade rutten Köpenhamn och Ven med färjan. Den 30 juni 2018 var det nypremiär för M/S Jeppe på HH-leden vilket innebar två turer i timmer för rederiet. Dock visade sig passagerarunderlaget inte vara tillräckligt under vinterhalvåret och redan den 29 september samma år drogs turerna med färjan åter in. I stället satsade rederiet under november och december samma år på lördagsturer till mellan Helsingborg/Helsingör och Köpenhamn med M/S Jeppe. Turerna blev en stor framgång och rederiet fortsatte därför med turerna mellan januari och mars. Då även dessa turer var välbelagda fortsatte rederiet satsningen. Turerna avgick ursprungligen klockan 9.00 från Helsingör och klockan 9.30 från Helsingborg, med ankomst i Köpenhamn med angöring vid Nyhavn klockan 12.00. Färjan lämnade sedan Köpenhamn klockan 17.00. Under sommaren 2019 avgick turerna istället klockan 12.00 från Helsingör och 12.30 från Helsingborg. Den 7 juli 2019 började M/S Lea Elisabeth köra för rederiet.
I och med utbrottet av Covid-19 i Sverige och Danmark i början av 2020 stängdes den danska gränsen den 14 mars, vilket gjorde att Sundsbussarna den 18 mars valde att ställa in alla sina turer mellan länderna. Turerna återupptogs under sommaren 2020, men den danska gränsen stängdes återigen den 24 oktober. Pandemin blev påfrestande för rederiet, och uppsägning av personal och stödpaket från danska staten blev nödvändiga åtgärder. Den 16 juni 2021 startade turerna upp på nytt och den 1 februari följande år tog Danmark bort alla Covid-19-restriktioner.

## Fartyg

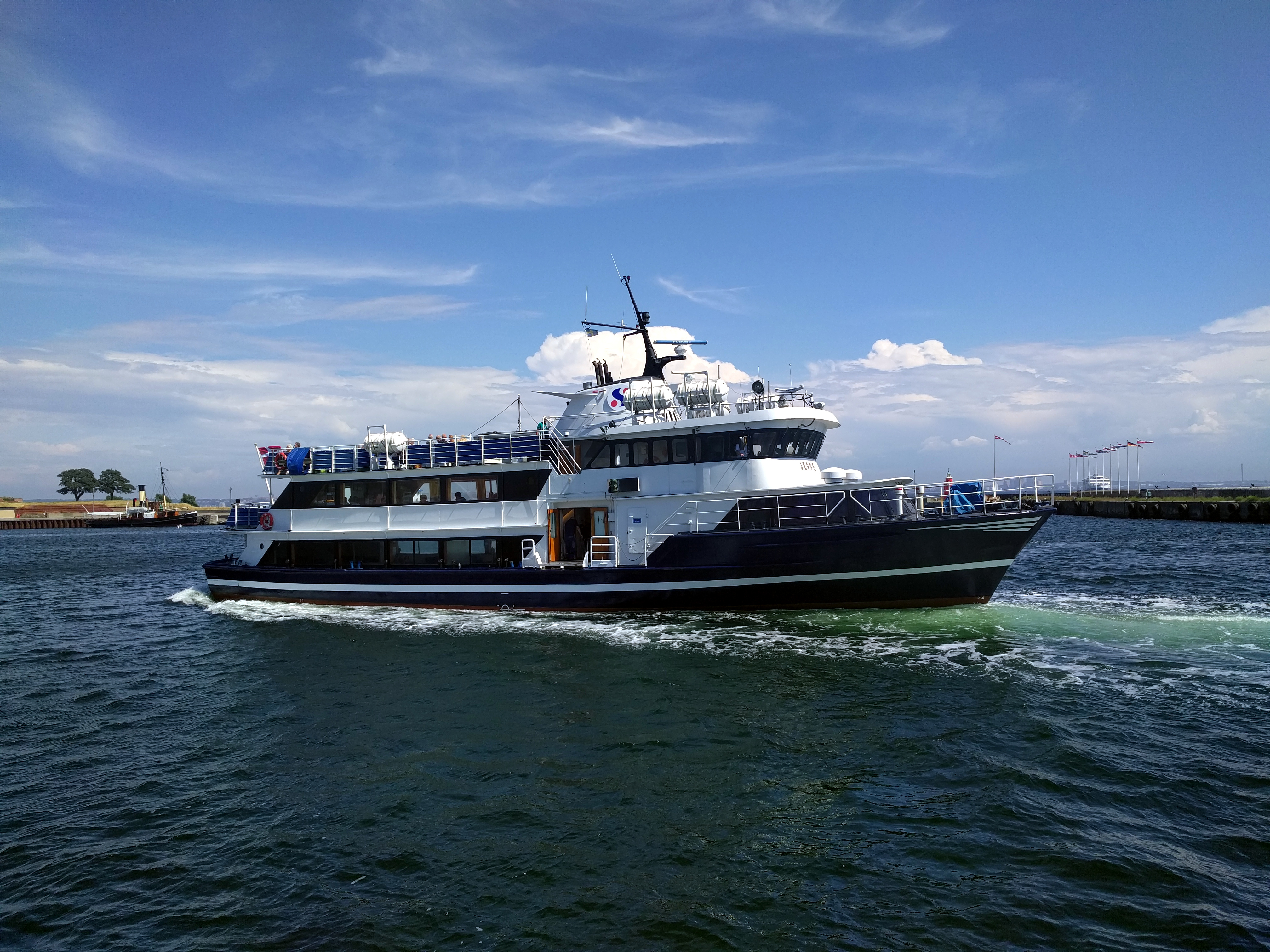
M/S Jeppe i Helsingörs hamn 2018.

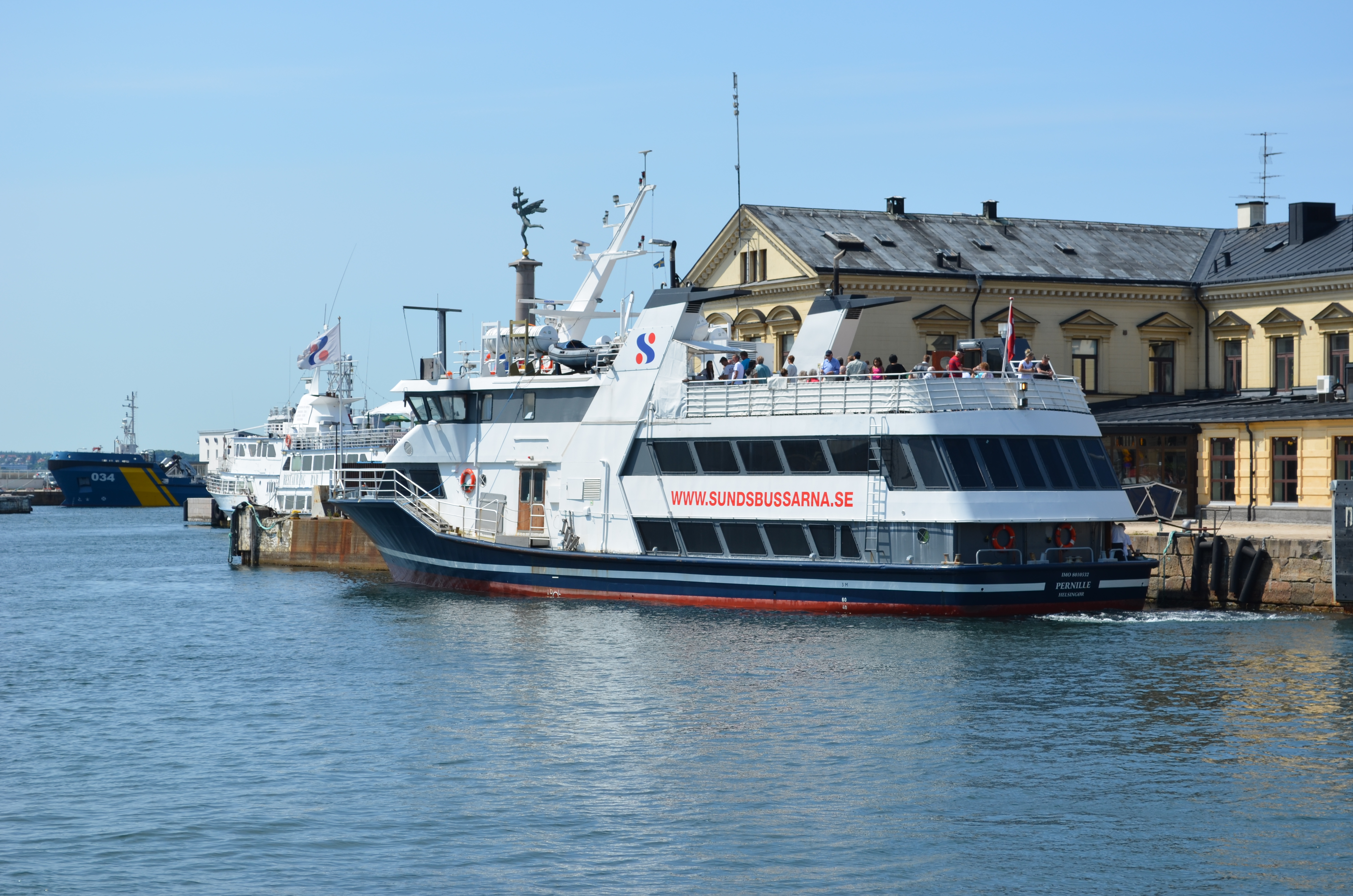
M/S Pernille i Helsingborgs hamn 2016.

Sundsbussarnas fartyg har traditionellt fått sina namn efter karaktärer i den dansk-norske pjäsförfattaren Ludvig Holbergs komedier. M/S Henrik och M/S Pernille döptes efter det i flera pjäser återkommande tjänarparet, som ofta är mycket mer rådföra och sluga än pjäsernas huvudpersoner. Dessa två var själv huvudpersoner i pjäsen Henrich og Pernille från 1724 till 1726. M/S Jeppe och M/S Baronen tog sina namn från huvudkaraktärer i Jeppe på berget från 1722, och M/S Erasmus och M/S Magdelone fick sina namn från Erasmus Montanus från 1723. Namnmönstret bröts när färjetrafiken övertogs av Ace Link, men återupptogs efter att detta gått i konkurs. Det senare tillskottet M/S Lea Elisabeth följer dock inte detta mönstret.

### Tidigare fartyg
- M/S Sundbuss Henrik, (1958–1966)
- M/S Sundbuss Pernille, (1958–1966)
- M/S Sundbuss Jeppe, (1959–1973)
- M/S Sundbuss Henrik (II), (1964–1975)
- M/S Sundbuss Pernille (II), (1965–1975)
- M/S Sundbuss Baronen, (1969–1981)
- M/S Sundbuss Erasmus, (1971–2001)
- M/S Sundbuss Magdelone, (1972–2007)
- M/S Simara Ace, (2007–2008)
- M/S Siluna Ace, (2008–2010)

### Nuvarande fartyg
- M/S Jeppe, (1974–2004), (2018–)
- M/S Pernille (III) (M/S Siletta Ace 2008–2010), (1981–)
- M/S Lea Elisabeth, (2019–)